# Gymnema mariae
Gymnema mariae är en oleanderväxtart som beskrevs av Rudolf Schlechter. Gymnema mariae ingår i släktet Gymnema och familjen oleanderväxter. Inga underarter finns listade i Catalogue of Life.